# Савинка (Черниговская область)
Савинка (укр. Савинка) — село в Козелецком районе Черниговской области Украины. Население 196 человек. Занимает площадь 1,128 км².
Код КОАТУУ: 7422086804. Почтовый индекс: 17084. Телефонный код: +380 4646.

## Власть
Орган местного самоуправления — Олбинский сельский совет. Почтовый адрес: 17040, Черниговская обл., Козелецкий р-н, с. Олбин, ул. Братьев Синицких, 64.